# الإمبراطورية البلجيكية الاستعمارية
الإمبراطورية البلجيكية الاستعمارية (بالإنجليزية: Belgian colonial empire)‏ تكونت من ثلاثة مستعمرات كانت تملكها بلجيكا في الفترة بين 1901 و1962, وكانت هذه المستعمرات هي: مستعمرة الكونغو البلجيكية (التي هي الآن جمهورية الكونغو الديمقراطية)، ومستعمرتي رواندا وبوروندي. وخلافا لتلك القوى الإمبريالية الأوروبية الكبرى التي أسست امبراطوريات لها وتحت سيطرتها في مناطق عدة، فقد كانت حوالي 98% من الأراضي التي تملكها بلجيكا في مستعمرة واحدة فقط. التي هي الكونغو البلجيكية (أكبر من بلجيكا نفسها بحوالي 76 مرة). الكونغو البلجيكية التي نشأت باعتبارها ملكية خاصة لملك البلاد، ليوبولد الثاني، بدلا من أن تكون ملك للدولة البلجيكية جائت عن طريق العمل السياسي.
كان هناك اتجاه داخل بلجيكا للإشارة إلى ممتلكاتها في الخارج باسم 'المستعمرات:colonies' بدلا من 'الإمبراطورية:empire '.
سيطرت بلجيكا على مستعمرتين خلال تاريخها، الكونغو البلجيكية (جمهورية الكونغو الديموقراطية اليوم) منذ العام 1908 وحتى العام 1960، ورواندا–أوروندي (رواندا وبرونودي) منذ العام 1922 وحتى العام 1962. امتلكت بلجيكا أيضًا تركات صغيرة في الصين، وشاركت في إدارة منطقة طنجة الدولية في المغرب.
شكلت مستعمرة واحدة هي الكونغو البلجيكية نحو 98% من أراضي ما وراء البحار التابعة لبلجيكا (حتى أن مساحتها أكبر من مساحة بلجيكا نفسها بـ 76 مرة). كانت الكونغو البلجيكية مُلكيّة شخصية لملك بلجيكا ليوبولد الثاني، ولم تكن مستعمرة حصلت عليها بلجيكا إثر عمليات عسكرية أو سياسية. نُقلت سيادة الكونغو إلى بلجيكا عام 1908م.

## خلفية تاريخية في أوائل القرن التاسع عشر
حصلت بلجيكا، وهي دولة ذات نظام حكم ملكي مطلق، على استقلالها عام 1830م عقب ثورة ضد الحكومة الهولندية التابعة لمملكة الأراضي المنخفضة المتحدة. بحلول عام 1839م، حصلت بلجيكا على اعتراف عالمي باستقلالها، بينما كانت القوى الأوروبية الأخرى تملك مستعمرات ومحميات خارج أوروبا وبدأت تشكل مناطق نفوذ لها.
خلال أربعينيات وخمسينيات القرن التاسع عشر، دعم الملك ليوبولد الأول، على الرغم من أنه كان مترددًا في البداية، عدة مقترحات للحصول على ممتلكات في ما وراء البحار. في عام 1843م، وقّع عقدًا مع شركة لاد آند كو لاستعمار مملكة هاواي، لكن الاتفاق فشل عندما مرّت شركة لاد آند كو بمشاكل مالية. وسّع التجار البلجيكيون نفوذهم ليصل إلى غرب أفريقيا، لكن جهودهم فشلت أيضًا عقب حادثة ريو نويّز عام 1849 وتنامي التنافس الإنجليزي الفرنسي في المنطقة.
بحلول موعد تتويج ليوبولد الثاني ملكًا على بلجيكا، خفّ تحمس البلجيكيين للاستعمار. اعتبرت الحكومات المتعاقبة أن التوسع الاستعماري يحمل مخاطرًا اقتصادية وسياسية وغير مجزٍ أساسًا، واعتقدت أن الإمبراطورية غير الرسمية، أي تطوير مجالات النفوذ عبر الاستمرار بالتجارة الصناعية المزدهرة في أميريكا الجنوبية وروسيا، واعدة أكثر. جراء ذلك، سعى ليوبولد وراء طموحاته الاستعمارية بدون حصوله على الدعم من الحكومة البلجيكية.

### الطموحات الاستعمارية لليوبولد الأول
يعرض أرشيف وزارة الشؤون الخارجية والتجارة البلجيكية الملفات التالية التي فُتحت بناءً على رغبة ليوبولد فيما يتعلق بالمصالح الاستعمارية المتاحة:
الجزائر، الأرجنتين، البرازيل، المكسيك، الباراغواي، بويبلا المكسيكية، جزر ساندويتش، نيكاراغوا، كوستاريكا، سان سالفادور، هندوراس، غواتيمالا، ريو نويّز، ماري –الساحل الغربي لأفريقيا، بوليفيا، كولومبيا، غيانا، لا بلاتا في الأرجنتين، فيّاغواي في الأرجنتين، باتاغونيا، فلوريدا، تكساس، ويسكنسن، بنسلفانيا، مسيوري، كانساس، جزيرة باينس، كوزومل، جزيرة سان بارثولوميو، هايتي، تورتوغاس، جزر فارو، البرتغال، جزيرة نوردستراند، قبرص، سورينام، الهند، جاوة، الفلبين، الحبشة، الساحل البربري، ساحل غينيا، مدغشقر، جمهورية جنوب أفريقيا، نيكوبار، سنغافورة، نيوزيلاندا، بابوا غينيا الجديدة، أستراليا، فيجي، ماليزيا، جزر الماريانا، هيبريدس الجديدة، ساموا.

## الكونغو

### دولة الكونغو الحرة (1885–1908)
بدأ استعمار الكونغو في أواخر القرن التاسع عشر. أصاب الملك البلجيكي ليوبولد الثاني إحباط جراء عدم امتلاك بلده قوة ومكانة دوليتين، فسعى إلى إقناع الحكومة البلجيكية بدعم مشاريع التوسع الاستعماري خاصته حول حوض الكونغو الذي لم يُكن مستكشفًا إلا قليلًا. رفضت الحكومة ما دفع ليوبولد إلى إنشاء دولة خاضعة لحكمه الخاص. تلقى الملك الدعم من عدة دول غربية ارتأت أن ليوبولد قد يشكل دويلة حاجزة تفيد تلك القوى الاستعمارية المتخاصمة، فحصل ليوبولد على اعتراف دولي بدولة الكونغو الحرة عام 1885.
استغلت حكومة دولة الكونغو الحرة الموارد الطبيعية في البلد، بدءًا من العاج وانتهاءً بالمطاط لاحقًا الذي أصبح سلعة ثمينة.